# پوئنت دو مونته
پوئنت دو مونته (به لاتین: Pointe du Mountet) یک کوه در سوئیس است که در کانتون وله واقع شده‌است. پوئنت دو مونته ۳٬۸۷۷ متر بالاتر از سطح دریا واقع شده‌است.